# 스카이로드 (비디오 게임)
블루문(Bluemoon)의 《스카이로드》(SkyRoads)는 비디오 게임 Kosmonaut의 리메이크 작품이다. 셰어웨어 타이틀이 1993년에 출시되었다.
스페이스바와 방향키를 사용하여 점프 후 이동 움직임을 쉽게 달성할 수 있다. 위쪽 방향키는 우주선을 가속화하고 아래쪽 방향키는 우주선의 속도를 줄인다. 하단에 보이는 미터기는 우주선의 속도, 산소 수준, 연료 수준을 나타낸다. 왼쪽의 미터기는 레벨 진행도를 나타내며 grav-o-meter 옆쪽에는 행성의 중력(100이 최저이며 무게감 없는 느낌을 주며, 1700이 최대이며 점프를 허용하지 않음)을 나타낸다. 우주선이 파괴되거나 연료나 산소가 부족하거나 도로 밖으로 떨어져 나가면 레벨은 다시 시작된다.
현재 이 두 게임의 데모와 풀 버전은 블루문 인터랙티브의 홈페이지에서 프리웨어로 다운로드가 가능하다.

## 게임
도로의 특정한 색들은 접촉 시 특별한 속성을 가리킨다:
- 어두운 회색: 우주선은 좌우로 움직일 수 없다. (게임에서는 "Slippery"로 부름)
- 어두운 녹색: 우주선은 빠르게 감속한다. (게임에서는 "Sticky"로 부름)
- 밝은 녹색: 우주선은 빠르게 가속한다. (게임에서는 "Boost"로 부름)
- 밝은 빨간색: 우주선은 폭발한다. 밝은 빨간색 상자의 끝 모서리에 있으면 안전하다. (게임에서는 "Burning"으로 부름)
- 파란색: 산소와 연료를 다시 채운다. 일부 레벨들은 레벨 완수를 위해 달성해야 하는 숨겨진 파란 타일이 있다. (게임에서는 "Supplies"로 부름)

이 레벨들은 우주로 끝나는 터널로 마무리되며 이를 통해 레벨 완수를 달성한다.

## 스카이로드 크리스마스 스페셜
오리지널 스카이로드의 성공에 힘입어 1994년에 블루문은 "스카이로드 크리스마스 스페셜"(SkyRoads XMAS-Special)을 출시하였으며, 전작과 동일한 인터페이스와 기능을 갖추었지만 상당히 더 어려운 레벨들을 추가하였다. 난이도가 상당히 증가하였기 때문에 크리스마스 스페셜 버전은 전작만큼 인기를 끌지는 못했다.

## 클론
다음의 표는 2015년 9월 7일 기준으로 클론을 나열한 것이다.
| 타이틀                                   | 플랫폼                               |
| ---------------------------------------- | ------------------------------------ |
| OpenRoads                                | 웹 브라우저, HTML5                   |
| Tasty Static                             | 마이크로소프트 윈도우, 맥 OS, 리눅스 |
| Sky Roads                                | 안드로이드                           |
| Skyfrontier 3D                           | 안드로이드                           |
| Orbit-Hopper                             | 마이크로소프트 윈도우, 리눅스        |
| SWFROADS 보관됨 2017-08-05 - 웨이백 머신 | 웹 브라우저, 어도비 플래시           |
| HiRoads                                  | 웹 브라우저, 어도비 플래시           |
| SkyStreets                               | 마이크로소프트 윈도우, 리눅스        |
| Skyways                                  | 안드로이드                           |
| Z9000 Jumper                             | 안드로이드                           |

## 콘티뉴이티
블루문은 단순한 비상호작용적인 하드웨어 데모를 만들어서 텍사스 VR 기어(Texas VR gear)라는 회사에 Stellar Xpress라는 이름으로 번들링할 작정이었다. 이는 SkyRoads/Kosmonaut의 더 현대적인 업데이트였으나 프로젝트는 취소되었다.